# Concentration d'un marché
Une concentration d'un marché consiste en un regroupement d'entreprises entrainant une modification durable de la structure du marché, une perte d'indépendance des différentes entreprises regroupées et un renforcement du pouvoir économique de l'ensemble.
Elle s'apprécie principalement en fonction du nombre d'opérateurs présents, de leur dynamisme effectif respectif et de leurs parts individuelles détenues sur le total du marché.
Cette caractéristique, souvent appelée simplement concentration, peut théoriquement être appréciée tant du côté de l'offre que de la demande. Le terme s'applique également à l'étude de la répartition de la production au sein de sous-secteurs industriels (on parle alors d'étude de la concentration industrielle) par exemple pour le secteur de l'agro-alimentaire, de l'armement, des médias, de la pharmacie, de la chimie, etc.
La notion est à distinguer de la situation d'« intégration d'un marché », qui suppose des acteurs multiples, mais un lieu central de confrontation de l'offre et de la demande.

## Historique
Dans le monde, la concentration est un phénomène relativement ancien dans l'industrie lourde et de l'énergie (charbon, puis pétrole, électricité et gaz), mais aussi dans certains secteurs de l'artisanat et les très petites entreprises.
En France (comme aux États-Unis et dans de nombreux autres pays), les économistes Michel Didier et Edmond Malinvaud notent cependant qu'il existe de graves lacunes statistiquement, expliquant qu'on ne peut évaluer la concentration des entreprises avant le « recensement général de l'industrie de 1962 » (lancé à l'occasion de la préparation du Ve Plan en 1963-1964 ; le précédent recensement général de l'industrie datant de 1861).
Ce recensement se fera avec une difficulté que l'INSEE cherchera à résoudre par la mise en place d'un système plus diversifié d'enquêtes annuelles d'entreprise lancé vers 1970.
En raison du secret commercial et des fusions-acquisitions, les statistiques industrielles anciennes et contemporaines sont souvent très pauvres ou d'utilisation difficile. Elles ont même « ignoré la notion d'entreprise jusqu'à la dernière guerre mondiale. Peut-être est-ce là une manifestation d'une philosophie économique des autorités publiques peu soucieuses d'intervenir dans les affaires privées. Peut-être aussi, la distinction de l'entreprise et de l'établissement était-elle moins fréquente dans les faits et l'utilité de statistiques les distinguant restait-elle modérée. Il faut remarquer que cette situation s'est prolongée bien après la guerre ; les premières informations générales sur les entreprises et les établissements découlent du recensement de l'industrie de 1962 ».
D'importantes vagues de concentration ont eu lieu dans les années 1970 dans le cadre de la mondialisation de l'économie et de sa financiarisation. Un phénomène similaire a été constaté dans le monde entier, de plus en plus marqué au cours du XXe siècle et particulièrement à partir des années 1970.

## Enjeux de la concentration
L'étude de la concentration d'un marché connait de nombreuses applications à différents niveaux de décision :
- Pour l'homme de marketing, c'est un élément d'appréciation significatif du positionnement et de la performance concurrentiels obtenus par une organisation sur son marché ;
- Pour l'investisseur, c'est un élément à prendre en compte lors de l'étude d'opportunité préalable à la décision d'investir sur un marché donné ;
- Pour le stratège, c'est un paramètre important pour évaluer les rapports de forces, susceptible d'influencer le choix d'un avantage concurrentiel pertinent ;
- Pour le législateur, le juriste ou les autorités de concurrence, le degré de concentration d'un marché est l'un des critères majeurs permettant de qualifier la situation concurrentielle à l'œuvre sur un marché, caractériser une situation de position dominante avec risque de manipulation des prix[6] et du marché, voire constater des collusions, ententes et autres systèmes mafieux ou violation des règles du marché ou de la concurrence. Par exemple, l'ouverture à la concurrence du marché de l'électricité et du marché du gaz en Europe est source de risque accru de collusion via les restructurations des marchés du secteur de l'énergie.

Dans les années 2000, la Commission européenne, bien qu'étant à l'origine de cette ouverture, a dénoncé une tendance à la concentration peu favorable « à l'ouverture et à l'intégration du marché » ; Des économistes étudient les liens entre concentration des marchés énergétiques et comportements collusifs qui peuvent notamment s'épanouir en présence de firmes en contacts multimarchés selon Baranes & al. 2007. Une concentration excessive donne aux entreprises plus de pouvoir dans certains domaines que n'en ont les États et systèmes de régulation (bancaire notamment), ce qui peut notamment conduire à de grandes crises financières et sociales comme la crise de 2008, dont aux États-Unis, malgré cent ans de politique anti-trust ;
- Pour l'éthicien et de nombreux acteurs des enjeux particuliers existent concernant la transparence, la qualité et la pluralité de l'information, quand la concentration touche le secteur des médias et de l'information[10], du niveau international à celui de la presse quotidienne locale ou régionale[11]. Voir l'article concentration des médias.

## Mesure
La concentration évolue, de manière plus ou moins transparente, via le jeu des fusions d'entreprises (fusion-acquisition), absorptions, apports partiels d'actifs, prises de participations de la part de l’État, de banques, de fonds (fonds de placement, fonds de pension, etc.) ou de grands groupes qui peuvent plus ou moins imposer leur point de vue.
Pour ce qui concerne les sociétés cotées en bourse, elles doivent en France depuis 1967 déclarer les opérations financières qui conduisent à modifier leur capital social, ce qui permet de disposer de quelques statistiques.
La financiarisation des marchés et la mondialisation, ainsi que l'évolution des modalités d'échanges boursiers ont accéléré le rythme des concentrations, en rendant leur suivi plus difficile.
Les mesures peuvent résulter de l'emploi de nombreux indicateurs statistiques parmi lesquels on peut citer :
- l'indice de Herfindahl-Hirschmann (IHH, HHI, indice de Herfindahl ou simplement H) ;
- le ratio de concentration (en) ;
- la courbe de Lorenz ;
- la Loi de Pareto ou Principe de Pareto.

## Interprétations
Il existe des modèles de la théorie des jeux qui prédisent qu'une augmentation de la concentration du marché se traduit par des prix plus élevés et une baisse du bien-être des consommateurs, même en l'absence de volonté explicite de collusion (voir le cas de collusion volontaire manifesté par une situation de cartel notamment). Exemples : oligopoles de Cournot et de Bertrand.
La concentration d'un marché est poussée à son extrême en cas de monopole (qu'il soit d'État ou non). L'ouverture à la concurrence est généralement présentée comme un moyen d'abaisser les coûts ou d'augmenter la qualité des produits et services pour le consommateur. Par glissement, la même approche a été proposée en Europe dans le domaine financier pour proposer une fragmentation des marchés, défendue initialement comme un facteur susceptible d'abaisser les coûts de transaction. Cette approche s'est révélée contre-productive.
Dans le cas de marchés technologiques à hauts coûts d'entrée nécessitant de forts investissements, par exemple celui de l'UMTS, les volontés réglementaires de lutter contre la concentration ont pu paradoxalement la renforcer.